# Jesús Martínez Díez
Jesús Martínez Díez (Ciudad de México; 7 de junio de 1952) es un exfutbolista mexicano que jugaba como defensa.

## Selección nacional
Su carrera en la selección de México fue de sólo dos partidos internacionales, los cuales disputó el tiempo completo en el Mundial de 1978 contra Túnez (1-3) y Alemania Federal (0-6).

### Participaciones en Copas del Mundo
| Mundial                        | Sede      | Resultado    |
| ------------------------------ | --------- | ------------ |
| Copa Mundial de Fútbol de 1978 | Argentina | Primera fase |

## Palmarés

### Títulos internacionales
| Título                           | Equipo  | País    | Año  |
| -------------------------------- | ------- | ------- | ---- |
| Copa de Campeones de la Concacaf | América | Surinam | 1977 |
| Copa Interamericana              | América | México  | 1978 |